# Dactylorhiza gabretana
Dactylorhiza gabretana är en orkidéart som först beskrevs av Alfred Fuchs, och fick sitt nu gällande namn av Károly Rezsö Soó von Bere. Dactylorhiza gabretana ingår i Handnyckelsläktet som ingår i familjen orkidéer. Inga underarter finns listade i Catalogue of Life.